# Nitrianske Pravno (stacja kolejowa)
Nitrianske Pravno (słowacki: Železničná stanica Nitrianske Pravno) – stacja kolejowa w miejscowości Nitrianske Pravno, w kraju trenczyńskim, na Słowacji.
Jest stacją końcową linii 144 Prievidza – Nitrianske Pravno.
W 2012 r. ruch osobowy został na niej zawieszony.

## Linie kolejowe
- 144 Prievidza – Nitrianske Pravno